# Oto (Broto)
Oto ist ein spanischer Ort in den Pyrenäen in der Provinz Huesca der Autonomen Gemeinschaft Aragonien. Der Ort gehört zur Gemeinde Broto. Oto hatte 67 Einwohner im Jahr 2015.

## Geografie
Oto liegt im Valle de Broto, südwestlich von Broto.

## Sehenswürdigkeiten
- Romanische Pfarrkirche San Saturnino, im 16./17. Jahrhundert vergrößert (Bien de Interés Cultural)
- Wachturm, erbaut im 16. Jahrhundert (Bien de Interés Cultural)

## Weblinks

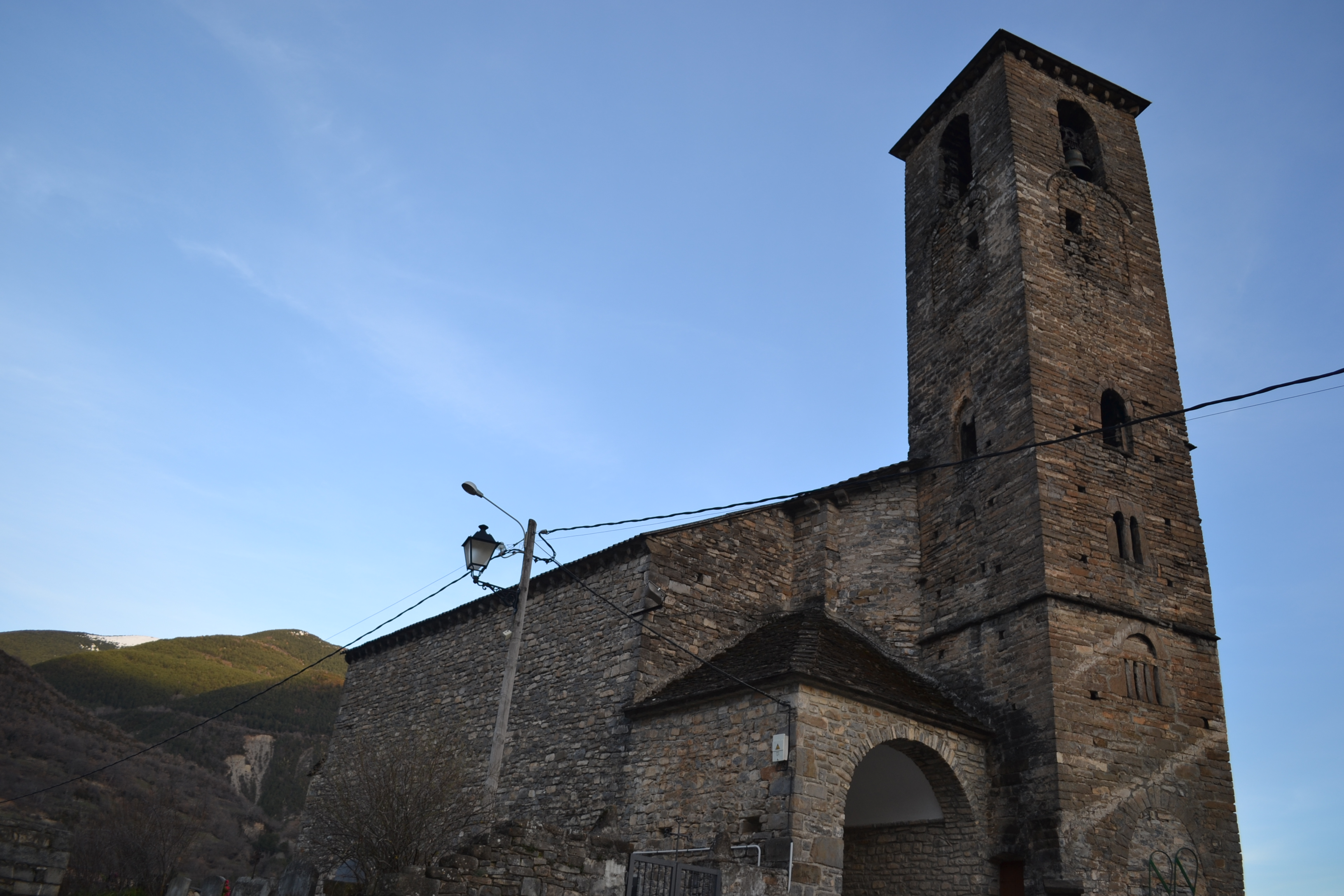
Kirche San Saturnino